# Michigan City (Indiana)
Michigan City ist eine City am Ufer des Michigansees im US-Bundesstaat Indiana in den Vereinigten Staaten von Amerika, ca. 30 Meilen östlich von Chicago.

## Klima
Das Klima in Michigan City ist kontinental mit heißen Sommern und kalten Wintern.

## Geschichte
Die Geschichte von Michigan City beginnt 1830, als Issac C. Elston das erste Land für die neue Siedlung erwarb. 1836 wurde diese Siedlung zur Stadt, mit 1.500 Einwohnern, einer Post, einer Zeitung, Kirche und einem Geschäftsbezirk.

### Einwohnerentwicklung
| Jahr | Einwohner¹ |
| ---- | ---------- |
| 1900 | 14.850     |
| 1910 | 19.027     |
| 1920 | 19.457     |
| 1930 | 26.735     |
| 1940 | 26.476     |
| 1950 | 28.395     |
| 1960 | 36.653     |
| 1970 | 39.369     |
| 1980 | 36.850     |
| 1990 | 33.822     |
| 2000 | 32.900     |
| 2010 | 31.479     |
| 2020 | 32.075     |

¹ Volkszählungsergebnisse

### Einkaufen
Michigan City ist wie typische Städte dieser Größe mit allem, vom Fachgeschäft bis zu Supermarkt, ausgestattet. Besucher zieht auch das Outlet-Center am Lighthouse Place an.

### Verkehr
Michigan City wird von einer ehemaligen Interurban, der South Shore Line bedient. Die Eisenbahnstrecke verläuft im Straßenplanum direkt durch das Zentrum, die Züge halten dort an zwei Haltestellen.
Amtrak betreibt täglich Züge in Richtung Chicago/Detroit, Port Huron & Grand Rapids, Michigan.
Michigan City Municipal Airport ist der lokale Flughafen in Michigan City, die nächsten überregionalen/internationalen Flughäfen liegen in South Bend und Chicago.

### Weiteres
Hier befindet sich das Indiana State Prison.

## Persönlichkeiten
- Charles Arnt (1906–1990), Schauspieler
- Anne Baxter (1923–1985), Schauspielerin
- Dick Cathcart (1924–1993), Jazz-Trompeter, Sänger und Schauspieler
- Abe Gibron (1925–1997), Footballspieler und -trainer
- Rati Gupta (* 1984), Schauspielerin
- Don Larsen (1929–2020), Baseballspieler
- Allan Spear (1937–2008), Politiker
- Pinky Winters (* 1930), Jazzsängerin